# Ígor Guirkin
Ígor Vsévolodovich Guirkin (en ruso: И́горь Все́володович Ги́ркин, pronunciación en ruso: [[Alfabeto Fonético Internacional|ˈiɡərʲ ˈfsʲevələdəvʲɪtɕ ˈɡʲirkʲɪn]],; 17 de diciembre de 1970), también conocido por su apodo Ígor Ivánovich Strelkov (en ruso: И́горь Ива́нович Стрелко́в, pronunciación en ruso: [[Alfabeto Fonético Internacional|ˈiɡərʲ ɪˈvanəvʲɪtɕ strʲɪlˈkof]]) , es un veterano del ejército ruso y ex oficial del Servicio Federal de Seguridad (FSB) que desempeñó un papel clave en la anexión de Crimea por parte de la Federación de Rusia y más tarde en la Guerra del Dombás como organizador de grupos paramilitares de la República Popular de Donetsk. Guirkin dirigió un grupo de paramilitares a Ucrania, donde participó en el asedio de Sloviansk. Durante la batalla, aumentó su influencia y finalmente se convirtió en el comandante militar de facto de todas las fuerzas separatistas en la región de Donbás, lo que fue confirmado por el "primer ministro" Aleksandr Borodái de la República Popular de Donetsk (RPD), quien lo nombró oficialmente "ministro de Defensa".
Guirkin, un nacionalista ruso y partidario de la monarquía, como él se describe a sí mismo, fue acusado de terrorismo por las autoridades ucranianas. Ha sido sancionado por la Unión Europea por su papel protagónico en el conflicto armado en el este de Ucrania. Las autoridades ucranianas lo han llamado coronel retirado del GRU (organización de inteligencia militar exterior de Rusia).
Según los informes, en 2014 creía que los "clanes liberales" (parte liberal de las élites rusas) debían ser destruidos en favor de las "aplicaciones de la ley". El 28 de mayo de 2016 formó el Movimiento Nacional Panruso, un grupo político a favor de "unir la Federación de Rusia, Ucrania, Bielorrusia y otras tierras rusas en un solo Estado panruso y transformar todo el territorio de la antigua URSS en una zona incondicional de influencia rusa".
Guirkin es un criminal de guerra. El 19 de junio de 2019, los fiscales neerlandeses acusaron a Guirkin de asesinato en el derribo del vuelo 17 de Malaysia Airlines, y emitieron una orden de arresto internacional en su contra.
En septiembre de 2022, tras la contraofensiva en el óblast de Járkov de las Fuerzas Armadas de Ucrania, en el transcurso de la invasión rusa de Ucrania, Ígor Guirkin predijo la derrota completa de las tropas rusas en Ucrania.

## Participación en Transnistria, Bosnia y Chechenia
Los medios rusos han identificado a Guirkin como un oficial de las reservas militares rusas que ha expresado puntos de vista de línea dura sobre la eliminación de los supuestos enemigos del estado ruso. Ha luchado en el lado federal en las campañas antiseparatistas rusas en Chechenia y en el lado separatista pro-Moscú en el conflicto en la región disidente de Transnistria en Moldavia.
En 1999, publicó sus memorias de los combates en Bosnia y Herzegovina. En 2014, fue acusado por los medios bosnios (Klix.ba) y un oficial retirado del ejército bosnio de haber estado involucrado en las masacres de Višegrad en las que miles de civiles murieron en 1992.
La BBC informó que Guirkin pudo haber trabajado para el Servicio Federal de Seguridad (FSB) de Rusia en una unidad antiterrorista, citando a expertos militares rusos. Según los medios rusos, se desempeñó como oficial del FSB y su último cargo antes de jubilarse supuestamente fue en la Dirección de Lucha contra el Terrorismo Internacional del FSB.
En 2014, Anonymous reveló lo que dijo eran los correos electrónicos personales de Guirkin, revelando que había servido en el FSB durante 18 años desde 1996 hasta marzo de 2013, incluso en Chechenia desde 1999 hasta 2005, informó The Moscow Times. El periódico también dijo que Guirkin nació en Moscú y que lo contactó por correo electrónico y teléfono, pero que no confirmó las afirmaciones. Un líder de la milicia local prorrusa en Ucrania, Viacheslav Ponomariov, un viejo amigo de Guirkin que se describe a sí mismo, dijo que la información sobre Guirkin era cierta. Su seudónimo "Strelkov" ("Strelok") puede traducirse como "Tirador" o "Fusilero" ("Rifleman" o "Shooter"). También ha sido apodado Ígor Grozny ("Ígor el Terrible").
Aleksandr Cherkásov, jefe del principal grupo de derechos humanos de Rusia, Memorial, está convencido de que el "Ígor Strelkov" involucrado en Ucrania es la misma persona que un oficial militar ruso llamado "Strelkov", quien fue identificado como responsable directo de al menos seis casos (en cuatro ocasiones distintas) de la desaparición forzada y el presunto asesinato de los residentes de la aldea de Jatuni, en el distrito montañoso de Vedenski, en Chechenia, y de los asentamientos cercanos de Majkety y Tevzeni en 2001-2002, cuando "Strelkov" se adjuntó a la unidad de fuerzas especiales de la 45.ª Brigada de Guardia Spetsnaz (BGS) de las tropas aerotransportadas rusas con base cerca de Jatuni.
Ninguno de estos crímenes fue resuelto por investigaciones oficiales. El sitio web del ombudsman oficial de derechos humanos de Chechenia enumera a varios residentes de Jatuni que desaparecieron en 2001 (Beslán Durtáyev y Supyán Tasháyev) como secuestrados de sus hogares y llevados a la base de la 45.ª BGS por los oficiales conocidos como "Coronel Proskurin y Strelkov Ígor". Otra entrada enumera a la persona desaparecida Beslán Tarámov como secuestrada en 2001 en el pueblo de Elistandzhi por los militares de la 45.ª BGS dirigidos por "Ígor Strelok (apodado Strikal)".
Cherkásov también enumera a Durtáyev y Tasháyev (pero no a Tarámov) entre las presuntas víctimas de "Strelkov". Cherkásov y otros observadores sospecharon que, de hecho, era el mismo "Strelkov" hasta mayo de 2014, cuando el propio Guirkin confirmó que estuvo presente en Jatuni en 2001, donde luchó contra la "población local".
Según Cherkásov, como resultado de las acciones de Guirkin en Chechenia, dos hermanas de uno de los "desaparecidos", Uvais Nagáyev, se volcaron efectivamente al terrorismo y murieron tres años después: una de estas hermanas, Aminat Nagáyeva, voló ella misma en los bombardeos aéreos rusos de 2004 sobre el óblast de Tula a bordo de un Túpolev Tu-134 "Volga-Aeroexpress", matando a 43. La otra hermana, Rosa Nagáyeva, participó en la crisis de los rehenes de Beslán ese mismo año.
Los correos electrónicos filtrados en mayo de 2014 y supuestamente escritos por Guirkin contienen sus diarios de Bosnia y Chechenia que envió a sus amigos para que los revisaran. Una historia describe una operación de captura de activistas chechenos de un pueblo de Mesker-Yurt. Cuando uno de sus amigos le preguntó por qué no las publicaba, Guirkin explicó que "las personas que capturamos e interrogamos casi siempre desaparecían sin dejar rastro, sin juicio, después de que terminábamos" y es por eso que estas historias no se pueden publicar abiertamente.

## Participación en Ucrania

### Crimea
Guirkin fue uno de los principales comandantes de "autodefensa rusa" en la crisis de Crimea de 2014. En una entrevista el 22 de enero de 2015, explicó que el "abrumador apoyo nacional a la autodefensa" tal como lo describen los medios rusos era ficción, y la mayoría de las fuerzas del orden, la administración y el ejército se oponían. Guirkin declaró que bajo su mando, los rebeldes "reunieron" a los diputados en las cámaras y tuvieron que "conducir a la fuerza a los diputados a votar [para unirse a Rusia]".
Según un cómplice, Guirkin llegó a Crimea y se describió a sí mismo como el "emisario del Kremlin" y poco después formó las fuerzas de autodefensa de Crimea. Su posición estaba por encima de la del autoproclamado primer ministro de Crimea, Serguéi Aksiónov. Su tarea principal en marzo de 2014 fue el entrenamiento militar acelerado de las fuerzas de Crimea recién formadas y la selección de los mejores entre ellos para transferirlos a la invasión de Donbás. Guirkin negoció y supervisó personalmente la retirada de las fuerzas ucranianas de Crimea. Según Guirkin, él estaba a cargo del asalto del Centro de fotogrametría de Simferópol de las Fuerzas Armadas de Ucrania el 18 de marzo de 2014.

Estaba a cargo de la única unidad de la milicia de Crimea, la compañía spetsnaz, que realizaba misiones de combate. Pero después del combate por la base de cartografía donde murieron 2 personas (yo era el comandante de esa batalla), la compañía se disolvió y sus miembros se separaron.
— Ígor Guirkin, — Periódico "Zavtra", 20 de noviembre de 2014

### Asedio de Sloviansk
Según Guirkin, el jefe del gobierno ruso recién instituido en Crimea, Serguéi Aksiónov, le pidió que se ocupara de las provincias del norte. El 12 de abril de 2014, Guirkin dirigió un grupo de militantes que tomaron el edificio del comité ejecutivo, el departamento de policía y las oficinas del Servicio de Seguridad de Ucrania en Sloviansk. Guirkin afirmó que su milicia se formó en Crimea y estaba formada por voluntarios de Rusia, Crimea y también de otras regiones de Ucrania (Vínnitsa, Zhítomir, Kiev) y muchas personas de Donetsk y la región de Lugansk. Según él, dos tercios eran ciudadanos ucranianos.
La mayoría de los hombres de la unidad tenían experiencia en combate. Muchos de los que tenían ciudadanía ucraniana habían luchado en las Fuerzas Armadas Rusas en Chechenia y Asia Central, otros habían luchado en Irak y Yugoslavia con las Fuerzas Armadas de Ucrania. En una entrevista, Guirkin declaró que recibió órdenes de no abandonar Sloviansk.

El Servicio de Seguridad de Ucrania (SBU) presentó la presencia de Guirkin en el Dombás como prueba de la participación de Rusia en la crisis de Ucrania oriental. Publicaron conversaciones telefónicas interceptadas entre "Strelkov" y sus supuestos manipuladores en Moscú. Rusia negó cualquier interferencia en Ucrania por parte de sus tropas fuera de Crimea. En julio de 2014, las autoridades ucranianas alegaron que el ministro de Defensa ruso, Serguéi Shoigú, coordinó todas las acciones de Guirkin, proporcionándole a él y a "otros líderes terroristas" "las armas más destructivas" desde mayo e instruyéndolo directamente, con la aprobación del presidente ruso Vladímir Putin.

Después de todo, apreté el gatillo de lanzamiento de la guerra. Si nuestro escuadrón no hubiera cruzado la frontera, al final todo habría terminado como en Járkov u Odesa. Prácticamente, el volante de guerra que perdura hasta ahora lo lanzó nuestra escuadra. Y tengo una responsabilidad personal por lo que está sucediendo allí.
— Ígor Guirkin —, Periódico "Zavtra", 20 de noviembre de 2014

### Acusaciones de sabotaje y terrorismo
El 15 de abril, el Servicio de Seguridad de Ucrania (SBU) abrió un proceso penal contra "Ígor Strelkov". Fue descrito como un reclutador ruso y líder de "saboteadores" armados y un organizador principal del "terror" en el raión de Sloviansk de Ucrania (incluida una emboscada que mató a uno e hirió a tres oficiales de SBU), que había coordinado tomas militares rusas de unidades ucranianas en Crimea durante la crisis de Crimea de 2014 en marzo, después de haber cruzado la frontera ruso-ucraniana en Simferópol el 26 de febrero.
En Crimea, se informó que jugó un papel decisivo en la negociación de la deserción del comandante de la Armada de Ucrania, Denís Berezovsky. Al día siguiente (16 de abril), supuestamente trató de reclutar soldados ucranianos capturados en la entrada de Kramatorsk.

### Participación en secuestro y asesinato
El gobierno ucraniano afirma que Guirkin estuvo detrás del secuestro, tortura y asesinato el 17 de abril de un político local ucraniano Volodýmyr Rybak y un estudiante universitario de 19 años Yury Popravko. El secuestro de Rybak por un grupo de hombres en Jórlivka fue grabado en cámara. La SBU publicó partes de las llamadas interceptadas en las que otro ciudadano ruso, presunto oficial de la GRU y subordinado de Guirkin, Ígor Bézler, ordena que Rybak sea "neutralizado", y una conversación posterior en la que se escucha a "Strelkov" instruyendo a Viacheslav Ponomariov para deshacerse del cuerpo de Rybak, que "yacía aquí [en el sótano del cuartel general separatista en Sloviansk] y empieza a oler mal".
El cadáver de Rybak con la cabeza aplastada, múltiples puñaladas y el estómago desgarrado fue encontrado más tarde en abril en un río cerca de Sloviansk. El cuerpo de Popravko fue encontrado cerca. El ministro del Interior de Ucrania, Arsén Avákov, describió a Guirkin como "un monstruo y un asesino". El incidente ayudó a impulsar la ofensiva militar "antiterrorista" del gobierno contra los separatistas prorrusos en Ucrania.
En mayo de 2020, Guirkin confesó en una entrevista con el periodista ucraniano Dmitró Gordón que ordenó el asesinato de Popravko y de otro hombre: "Sí, a estas personas les dispararon por orden mía. Nadie les abrió el estómago. ¿Me arrepiento de que les dispararan? No, eran enemigos". Strelkov también declaró que el asesinato de Rybak también estaba hasta cierto punto bajo su responsabilidad.

### Funcionario de la República Popular de Donetsk
Durante el fin de semana del 26 al 27 de abril de 2014, el líder político de la República Popular de Donetsk (RPD) controlada por los separatistas, amigo de Guirkin desde hace mucho tiempo, Aleksandr Borodái, también ciudadano ruso de Moscú, cedió el control a todos los combatientes separatistas de toda la región de Donetsk. El 26 de abril, "Strelkov" hizo su primera aparición pública cuando concedió una entrevista en vídeo a Komsomólskaya Pravda donde confirmó que su milicia en Sloviansk procedía de Crimea.
No dijo nada sobre sus propios antecedentes, negó haber recibido armas o municiones de Rusia, y anunció que su milicia no liberaría a los observadores de la Organización para la Seguridad y la Cooperación en Europa (OSCE) que había tomado como rehenes a menos que Los activistas prorrusos fueron liberados por primera vez por el gobierno ucraniano. El 28 de abril, la UE sancionó a "Ígor Strelkov" como miembro del personal de GRU que se cree que es coordinador de acciones armadas y asistente de seguridad de Serguéi Aksiónov de Crimea.
El 29 de abril, Guirkin nombró un nuevo jefe de policía para Kramatorsk. El 12 de mayo, "Í. Strelkov" se declaró a sí mismo "Comandante Supremo de la RPD" y todas sus "unidades militares, seguridad, policía, aduanas, guardias fronterizos, fiscales y otras estructuras paramilitares".
Según un informe emitido por la Oficina del Alto Comisionado de las Naciones Unidas para los Derechos Humanos, "según se informa, el 26 de mayo, Dmytró Slavov ('comandante de una compañía de la milicia popular') y Mykola Lukyánov ('comandante de un pelotón de la milicia de la República Popular de Donetsk') fueron 'ejecutados' en Sloviansk por orden de Strelkov, luego de ser 'condenados' por 'saqueo, robo a mano armada, secuestro y abandono del campo de batalla'. La orden, que circuló ampliamente y se publicó en las calles de Sloviansk, se refirió a un decreto del Presídium del Sóviet Supremo de la URSS del 22 de junio de 1941 como base para la ejecución".
El informe también menciona los esfuerzos de Guirkin para reclutar mujeres locales en sus formaciones armadas: "El 17 de mayo, se hizo un llamado especial para que las mujeres se unan a los grupos armados a través de un video publicado con Guirkin 'Strelkov', instando a las mujeres de la región de Donetsk a alistarse en unidades de combate". El "alcalde del pueblo" separatista de Sloviansk y exjefe de Guirkin, Ponomariov, fue detenido por orden de Guirkin el 10 de junio por "participar en actividades incompatibles con los objetivos y tareas de la administración civil".
En una entrevista con "Radio-KP" el 18 de enero de 2016, Guirkin reconoció que usó castigos extrajudiciales y que al menos cuatro personas fueron fusiladas mientras estaba en Sloviansk.

No me preocupo en absoluto por el derecho internacional, porque es una herramienta en manos de los vencedores. Si somos derrotados, significa que las normas de la ley se utilizarán en mi contra.
— Ígor Strelkov, "Radio-KP", 18 de enero de 2016

### Pérdida de Sloviansk
Guirkin y sus militantes huyeron de Sloviansk la noche del 4 al 5 de julio de 2014, durante una ofensiva a gran escala del ejército ucraniano, tras el final de un alto el fuego de 10 días el 30 de junio. Luego, Sloviansk fue capturada por las fuerzas ucranianas, poniendo así fin a la ocupación separatista de la ciudad que había comenzado el 6 de abril. Poco antes de esto, se publicó un video en YouTube en el que Guirkin suplicaba desesperadamente ayuda militar de Rusia para "Novoróssiya" ("Nueva Rusia", un nombre histórico para el sureste de Ucrania con particular popularidad entre los separatistas) y decía Sloviansk "caerá antes que el resto".
Otros líderes rebeldes negaron la evaluación de Guirkin de que la milicia popular estaba al borde del colapso. Uno de ellos, el autoproclamado "gobernador del pueblo" de Donetsk Pável Gúbarev , comparó a Guirkin con el general ruso del siglo XIX Mijaíl Kutúzov, afirmando que tanto "Strelkov" como Kutúzov "saldrían solo antes de una batalla decisiva y victoriosa".
Su retirada fue fuertemente criticada por el nacionalista ruso Serguéi Kurguinián. Un rumor dentro de los círculos ultranacionalistas rusos alegaba que la poderosa figura del "cardenal gris" de Rusia, Vladislav Surkov, conspiró con el oligarca del este de Ucrania, Rinat Ajmétov, para organizar una campaña contra "Strelkov", así como contra el ideólogo del eurasianismo Aleksandr Duguin. Kurguinián acusó a Guirkin de entregar Sloviansk y no mantener su juramento de morir en Sloviansk.
Kurguinián cree que entregar Sloviansk es un crimen de guerra y Guirkin debería ser responsable de eso. El ministro de seguridad de la República Popular de Donetsk, Aleksandr Jodakovsky, el desertor del Grupo Alfa del SBU y comandante del batallón rebelde Vostok, también protestó y amenazó con un motín.
En las redes sociales, Guirkin afirmó que las "fuerzas de la Junta" empujan a sus soldados ucranianos recién movilizados al suelo con excavadoras, la Guardia Nacional de Ucrania dispara contra ciudadanos pacíficos y sus propios "castigadores" y los "castigadores" con el uso de artillería y MRL lograron destruir el cosecha local de papas.

### Consecuencias de Sloviansk
El 10 de julio de 2014, el medio de comunicación Mashable informó haber encontrado órdenes de ejecución tres días antes para Slavov y Lukyánov en la sede abandonada de Sloviansk de Guirkin. Las órdenes fueron firmadas "Strelkov" con el nombre Guirkin Ígor Vsévolodovich impreso debajo. También fue condenado a muerte Alekséi Pichkó, un civil al que sorprendieron robando dos camisas y un par de pantalones de una casa abandonada de su vecino. Según una historia no confirmada, su cuerpo "había sido arrojado al frente" después de su ejecución.
El 24 de julio, las autoridades ucranianas exhumaron varios cadáveres de una fosa común en los terrenos de un hospital infantil cerca del cementerio judío en Sloviansk, que podría contener hasta 20 cuerpos de personas ejecutadas por orden de Guirkin. Entre las víctimas identificadas había cuatro protestantes ucranianos que, según la policía y los lugareños, habían sido secuestrados el 8 de junio, después de asistir a un servicio en su iglesia. Fueron acusados falsamente de ayudar al ejército ucraniano, les robaron sus autos y les dispararon al día siguiente.

### Vuelo 17 de Malaysia Airlines
Varias fuentes citaron una publicación en el servicio de redes sociales VK que fue realizada por una cuenta con el nombre de Guirkin que reconocía el derribo de un avión aproximadamente al mismo tiempo que se informó que el vuelo 17 de Malaysia Airlines se estrelló en el este de Ucrania. En la misma área cerca de la frontera rusa, el 17 de julio de 2014. La publicación hace referencia específica a cómo se emitieron advertencias para que los aviones no volaran en su espacio aéreo y al derribo de un avión militar ucraniano Antónov An-26 que el Centro de Medios de Crisis de Ucrania sugirió que fue un caso de identificación errónea con el MH17.
Esta publicación se eliminó más tarde ese mismo día y la cuenta detrás de ella afirmaba que Guirkin no tiene una cuenta oficial en esta red social. La mayoría de las 298 víctimas del accidente del avión procedían de los Países Bajos. El 19 de julio, el periódico más grande del país, De Telegraaf, incluyó la foto de Guirkin en el collage de portada de los líderes rebeldes prorrusos bajo el titular de una palabra "Asesinos" ("Moordenaars"). Abogado y político de la oposición rusa Mark Feyguin publicó una supuesta orden de Guirkin donde instruye a todos sus hombres y comandantes que "tienen en su posesión efectos personales de este avión" para entregar los artículos encontrados a su cuartel general para que "los objetos de valor (relojes, aretes, colgantes y otras joyas y artículos de metales valiosos)" serían transferidos al "Fondo de Defensa de la RPD".
Se informó que Guirkin fue el autor de una versión alternativa del incidente, en la que "no había personas vivas a bordo del avión mientras volaba con piloto automático desde Ámsterdam, donde había sido precargado con 'cadáveres en descomposición'". Esta teoría de la conspiración luego se distribuyó y discutió en los medios de comunicación controlados por el estado ruso.
En su conferencia de prensa del 28 de julio de 2014, Guirkin negó su conexión con el avión derribado y anunció que sus militantes estaban matando a mercenarios de "piel negra".
En julio de 2015, las familias de 18 víctimas presentaron una orden judicial en un tribunal estadounidense acusando formalmente a Guirkin de "orquestar el derribo". El auto reclamó daños por US$900 millones y fue presentado bajo la Ley de Protección de Víctimas de Tortura de 1991 de Estados Unidos.
El 19 de junio de 2019, el Equipo Conjunto de Investigación (Joint investigation team, JIT) liderado por los holandeses, que investigaba el derribo del MH17, anunció oficialmente un caso penal contra Guirkin y otros tres hombres. El proceso judicial estaba programado para comenzar el 9 de marzo de 2020 ante el Tribunal de Distrito de La Haya, en el Complejo Judicial del Aeropuerto de Ámsterdam-Schiphol. El JIT dijo que pediría a Rusia que extradite a los sospechosos que se encuentran actualmente en suelo ruso, diciendo: "El juicio penal se llevará a cabo incluso si los sospechosos deciden no comparecer ante el tribunal". La agencia de noticias Interfax citó a Guirkin diciendo: "No hago ningún comentario. Lo único que puedo decir es que los rebeldes no derribaron el Boeing". Estaba previsto que el 17 de noviembre de 2022 se hiciera público el veredicto del Tribunal. El 17 de noviembre, la justicia holandesa condenó a cadena perpetua a los ciudadanos rusos Serguéi Dubinski e Ígor Guirkin, y al ucraniano Leonid Járchenko. El cuarto encausado, Oleg Pulátov, también de nacionalidad rusa, fue absuelto.

### Destitución como ministro de Defensa de la República Popular de Donetsk
Según la agencia de noticias ITAR-TASS del miércoles 13 de agosto de 2014, Guirkin resultó gravemente herido el día anterior en feroces combates en los territorios rebeldes prorrusos del este de Ucrania, y se describió que estaba en estado "grave". El representante de RPD, Serguéi Kavtaradze, refutó esta noticia poco después, diciendo que Guirkin está "vivo y bien".
El 14 de agosto, la dirección del RPD anunció que Guirkin había sido destituido de su cargo de ministro de Defensa "a petición propia", ya que se le habían asignado "algunas otras tareas". El 16 de agosto, la televisión rusa Zvezdá afirmó que Guirkin estaba "de vacaciones". Afirmó que fue designado como jefe militar de las fuerzas combinadas de Lugansk y Donetsk (solo había estado al mando de las fuerzas de Donetsk) y que cuando regrese se le asignará la tarea de crear un mando unificado sobre las fuerzas de la Estado Federal de Novorossiya. Según Stanislav Belkovski, la razón principal de la destitución de Guirkin del cargo de "ministro de defensa" fue la cantidad de atención causada por el derribo del vuelo 17 de Malaysia Airlines y el impacto negativo en las acciones de Rusia en Ucrania que causó.
El 22 de agosto, un ex rebelde Antón Raievski ("Németz") dijo en una entrevista en Rostov del Don que el Servicio Federal de Seguridad de Rusia está desplazando a Guirkin y sus seguidores de la RPD, debido al cumplimiento insuficiente de la política del Kremlin sobre la república.
El 28 de agosto, los medios rusos publicaron fotos de Guirkin caminando con Aleksandr Duguin y Konstantín Maloféyev en el Monasterio de Valaam en el norte de Rusia.
En noviembre de 2014, en una entrevista para la radio "Govorit Moskvá" (Habla Moscú), Guirkin dijo que "la existencia de las Repúblicas Populares de Lugansk y Donetsk en su forma actual, con la guerra de bajo perfil pero aún sangrienta, es definitivamente conveniente para Estados Unidos en primer lugar, y solo para ellos, porque son la úlcera que divide a Rusia y Ucrania". Más tarde, en noviembre, en una entrevista para el periódico Zavtra , Guirkin declaró que la Guerra del Donbás fue iniciada por su destacamento a pesar de que tanto el gobierno ucraniano como los combatientes locales habían evitado una confrontación armada antes. También se reconoció responsable de la situación actual en Donetsk y otras ciudades de la región.
Según el informe Putin. Guerra de  Borís Nemtsov, Guirkin reconoció que renunció a su cargo oficial en la RPD debido a las presiones del Kremlin. También afirmó que Vladislav Surkov juega un papel decisivo en Donbás.

## Vida en Rusia
A fines de abril de 2014, la inteligencia ucraniana identificó a "Strelkov" como el coronel Ígor Guirkin, registrado como residente de Moscú. A los periodistas que visitaron el apartamento donde supuestamente vivía con su madre, su hermana, así como con su exesposa y sus dos hijos, [1] los vecinos les dijeron que un "automóvil negro elegante" había recogido esa misma mañana la mujer que vive allí. Los vecinos también lo describieron como "cortés" y tranquilo, [30] y lo conocían por dos apellidos, Guirkin y Strelkov. [1]
Guirkin es conocido como un fanático del movimiento histórico-militar y ha participado en varias recreaciones relacionadas con varios períodos de la historia rusa e internacional, [30] especialmente la Guerra Civil Rusa donde interpretaría a un oficial del movimiento blanco. Se dice que su ídolo personal y modelo a seguir es el general del Ejército Blanco Mijaíl Drozdovski, caído en una batalla contra el Ejército Rojo en 1919.
Según The New York Times, "su rigidez ideológica precede a cualquier conexión que tenga con los servicios de seguridad de Rusia, y se remonta al menos a sus días en el Instituto Estatal de Historia y Archivos de Moscú. Allí, el Sr. Strelkov se obsesionó con la historia militar y se unió a un pequeño pero ruidoso grupo de estudiantes que abogaron por un regreso a la monarquía".
Vice News afirmó que "durante la década de 1990, Guirkin escribió para el periódico ruso de derecha Zavtra, dirigido por el nacionalista ruso antisemita Aleksandr Projánov" y donde Borodái era editor. Escribiendo para Zavtra ("Mañana"), Guirkin y Borodái, de quienes también se informó que lucharon por los separatistas de Transnistria y la República Srpska respaldados por Rusia en Moldavia y Bosnia y Herzegovina, juntos cubrieron ambas guerras chechenas contra los separatistas en Chechenia y Daguestán.
También solía escribir como "Coronel en la Reserva" sobre temas de Oriente Medio, como los conflictos en Libia, Egipto y Siria, y para la Agencia de la Red de Noticias de Abjasia (ANNA, hoy ANNA News), una publicación prorrusa en idioma ruso que apoya al separatismo abjasio en Georgia.
Guirkin afirma que trabajó como jefe de seguridad del controvertido empresario ruso Konstantín Maloféyev. El primer ministro de la autoproclamada República de Donetsk, Aleksandr Borodái, también era un colaborador cercano del empresario.
El matemático y periodista político ruso Andréi Piontkovski incluye el nombre de Guirkin entre los de personas de ideas afines y dice: "Los auténticos hitlerianos de altos principios, los verdaderos arios Duguin, Projánov, Prosvirin, Jolmogórov, Guirkin, Prilepin son una minoría marginada en Rusia". Piontkovski agrega: "Putin ha robado la ideología del Reich ruso a los hitlerianos locales, los ha quemado preventivamente, utilizando su ayuda para hacerlo, a cientos de sus seguidores más activos en el horno de Ucrania, Vendée". En su entrevista con Radio Liberty, dice Piontkovski, tal vez el significado de la operación dirigida por Putin es revelar a todos estos líderes apasionados potenciales de la revuelta social, enviarlos a Ucrania y quemarlos en el horno de la Vendée ucraniana.
En su entrevista con Oleksandr Chalenko el 2 de diciembre de 2014, según el periodista, Guirkin confirmó que es un coronel del FSB, pero esta afirmación luego fue censurada y no se publicó. También reconoció que existe anarquía entre los llamados militantes de Novoróssiya. Afirmó que los militantes de Ígor Bézler en particular actuaron de forma independiente, el llamado "Ejército Ortodoxo Ruso" se había dividido por la mitad, y otras fuerzas representaban una tapadera parcheada de varios grupos no relacionados. Guirkin criticó los ataques en curso en el Aeropuerto Internacional de Donetsk como inútiles y dañinos.
Después de que el comandante de la autoproclamada República Popular de Lugansk, Aleksandr "Batman" Bednov, fuera asesinado por otros militantes en enero de 2015, Guirkin criticó el asesinato como un "asesinato" y una "emboscada de gánsteres", y sugirió que otros comandantes consideraran seriamente dejar Donbás a Rusia, como lo hizo él. En una entrevista de enero de 2015 para Anna News, Guirkin dijo que, en su opinión, "Rusia se encuentra actualmente en estado de guerra", ya que los voluntarios que llegan a Donbás "reciben armas y proyectiles". También señaló que "nunca separó a Ucrania de la Unión Soviética en su mente", por lo que considera el conflicto como una "guerra civil en Rusia".
En octubre de 2015, Guirkin dijo que planeaba crear un partido que se opusiera al gobierno de Putin y "respondiera a la amenaza fascista occidental que enfrenta Rusia hoy".
En marzo de 2016, la aparición de Guirkin como panelista en un Foro Económico de Moscú (MEF) junto con Oleg Tsariov y Pável Gúbarev atrajo reacciones críticas en Rusia, con Yaroslav Grékov de Eco de Moscú acusando a los organizadores del MEF de "promover el terrorismo".
En mayo de 2016, Guirkin anunció la creación del Movimiento Nacional Panruso, un partido político neoimperialista. El partido está a favor de "unir la Federación de Rusia, Ucrania, Bielorrusia y otras tierras rusas en un solo Estado panruso y transformar todo el territorio de la antigua URSS en una zona incondicional de influencia rusa". Guirkin dijo que "el Movimiento Nacional Panruso rechaza totalmente el régimen del presidente Vladímir Putin y pide el fin del actual clima de miedo e intimidación de los ciudadanos rusos". El partido ha pedido un "sistema de cuotas estricto para los trabajadores inmigrantes de las antiguas repúblicas soviéticas en Asia Central y el Cáucaso" y la cancelación de las leyes sobre el control de Internet.
Durante la invasión rusa de Ucrania en 2022, Guirkin llamó a una movilización general. Expresó la opinión de que "sin una movilización al menos parcial en la Federación de Rusia, será imposible y muy peligroso lanzar una ofensiva estratégica profunda contra la llamada 'Ucrania'". El 13 de marzo de 2022, Guirkin criticó duramente al ministro de Defensa ruso, Serguéi Shoigú, acusándolo de "negligencia criminal" al realizar la invasión.
En octubre de 2022, Guirkin se alistó como voluntario en la milicia nacional de la República Popular de Lugansk para participar en los combates en Ucrania tras la movilización parcial convocada por el gobierno de Moscú. Regresó a la vida civil en diciembre, alegando que las medidas de secretismo adoptadas contra su compromiso en el frente (debido al precio puesto a su cabeza por el gobierno de Kiev) habían hecho prohibitiva y contraproducente su estancia en Ucrania.